# Xarxa d'Hospitals d'Utilització Pública
La Xarxa d'Hospitals d'Utilització Pública (XHUP) és una xarxa hospitalària de l'Institut Català de la Salut, creada l'any 1986 per la Generalitat de Catalunya que inclou hospitals de propietat pública i de propietat privada per a donar assistència sanitària universal.

## Història
El sistema sanitari català es va crear formalment l'any 1990 amb l'aprovació de la Llei d'ordenació sanitària de Catalunya (LOSC), amb la voluntat d'integrar en una sola xarxa d'utilització pública tots els recursos sanitaris amb diversitat de proveïdors i fórmules de gestió. La LOSC va recollir la xarxa hospitalària d'utilització pública (1986), la primera xarxa de cobertura pública que aglutinava centres de diversa titularitat i formalitzava la col·laboració continuada i estable dels hospitals que prestaven serveis sanitaris de cobertura pública. Posteriorment, es van anar constituint altres xarxes, com la sociosanitària i la de salut mental.
L'any 2000 es produí un canvi qualitatiu pel que fa a la integració de la xarxa. Per tal de definir un marc estable d'entitats proveïdores de serveis assistencials, es va crear el sistema sanitari integral d'utilització pública de Catalunya (SISCAT), que integra les xarxes assistencials en un sol sistema. El SISCAT ha ajudat a optimitzar les infraestructures existents, consolidar aliances estratègiques entre proveïdors i afavorir el contínuum i la integració assistencials.